# Hogan (abitazione)

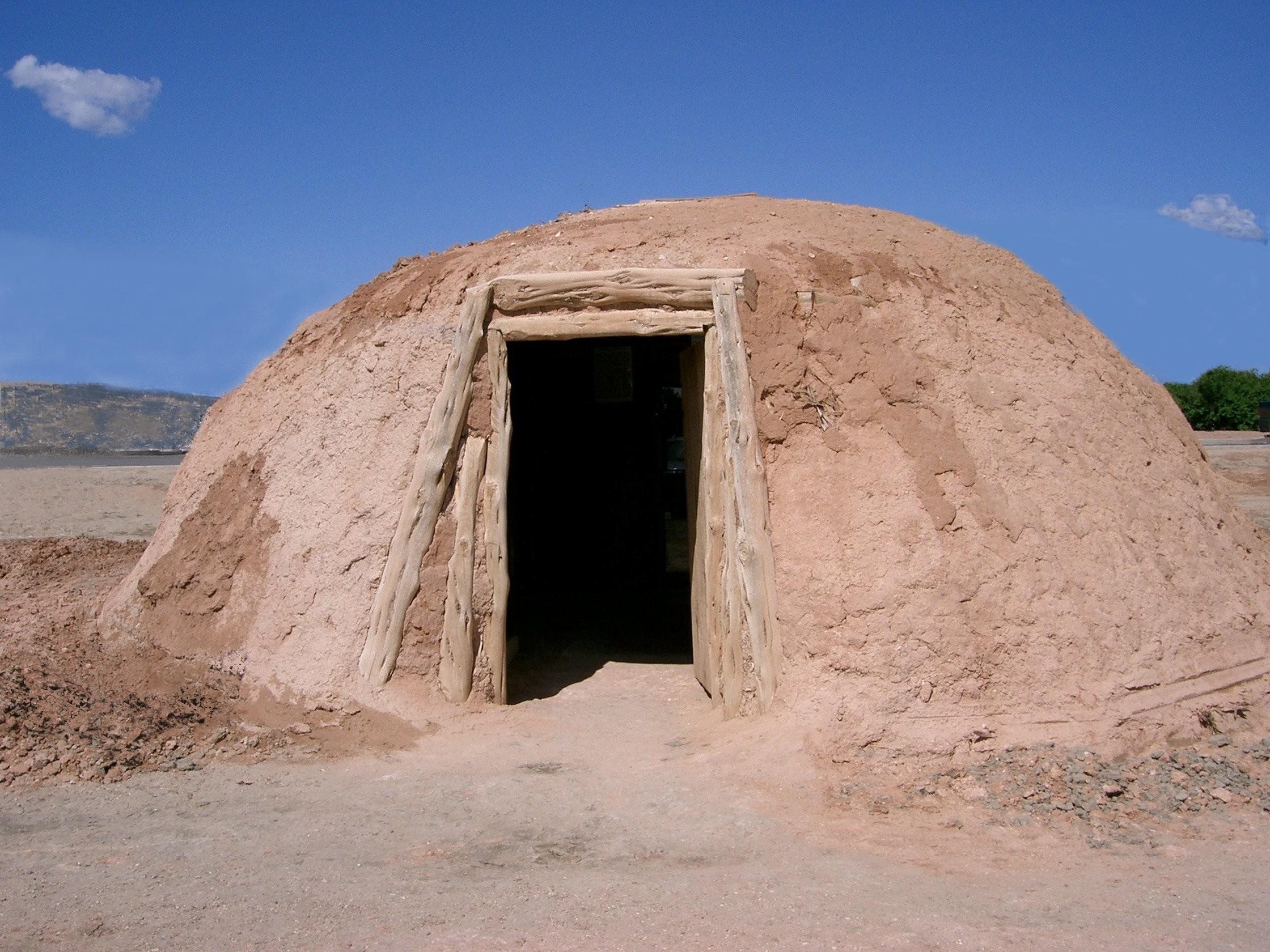
Hogan Navajo a pianta circolare

L'hogan è una costruzione tipica degli indiani Navajo utilizzata principalmente come abitazione, ma anche a scopi religiosi.
I primi hogan erano a forma di cupola o tronco di cono e costruiti tipicamente con tronchi d'albero o occasionalmente in pietra. La costruzione veniva poi ricoperta con fango, detriti o zolle erbose come isolanti termici.
L'ingresso era posto a est, verso il sole nascente, e solitamente era chiuso con una coperta. All'interno non vi erano divisioni e, fatta eccezione per una apertura circolare in alto per far uscire il fumo, non vi erano altre aperture.